# アスモ (ソフト99グループ)
アスモ株式会社はソフト99コーポレーションのソフト99グループに属する関連企業。
コーポレートメッセージは「Make a Change」「未来に繋がる価値を創造」

## 概要
西武化学工業より分離独立し、前身となる株式会社尼崎自動車教習所が設立された。1999年12月に株式会社尼崎自動車教習所の全株式がソフト99コーポレーションに譲渡され、ソフト99グループのサービス関連事業会社となる。2002年3月に社名をアスモ株式会社に改称。本社を大阪市中央区谷町2-6-5 ソフト99本社ビルへ移転。

## 社名の由来
『ビジネスと暮らしに新しいチャンスとサービスを「明日も」届けるためにチャレンジする』ことを企業理念としており、「明日も（アスモ）」が由来となっているとされる。

## 教習事業
1966年4月 - 西武化学工業株式会社より分離独立し、株式会社尼崎自動車教習所を設立したのが始まり。
都道府県公安委員会認定の「指定自動車教習所」である。運転免許では普通車から二種（プロ）免許まで、全ての免許を取得することができる。資格講習ではフォークリフト・高所作業車・小型移動式クレーン・玉掛け・フルハーネス(特別教育)を実施。
2021年1月に『尼崎ドローンスクール※JUIDA認定』を開校した。また、同年7月には、SDGsの取り組みの一つとして、阪神バスと送迎バスの共同運行を開始した。
| 会社名 | 尼崎ドライブスクール       |
| 所在地 | 兵庫県尼崎市北初島町13番地 |

## 温浴事業
- 2001年4月 - ソフト99コーポレーション所有の温浴施設「極楽湯東大阪店」を賃借したのが始まり。
- 2006年 - 「九十九堂本舗」ブランドよる外販ビジネスを展開し、食に関する事業を開拓。

|       | 店舗     | 所在地                        |
| 1号店 | 東大阪店 | 大阪府東大阪市長田西3丁目5-17 |
| 2号店 | 枚方店   | 大阪府枚方市招提田近3丁目8-1  |
| 3号店 | 尼崎店   | 兵庫県尼崎市浜1丁目6-18       |

| 枚方本店                                 | 大阪府枚方市大垣内町2-8-8 マイティビル |
| なんばマルイ店                           | 大阪府大阪市中央区難波3-8-9            |
| 工場（直売所）                           | 大阪府枚方市走谷2-45-18                |
| 旬の駅（京都店）                         | 京都府八幡市八幡南山76                 |
| プレシャスデリ東京(東京駅1F)             | 東京都千代田区丸の内1                  |
| ベルマートキヨスク（新大阪駅乗換口）     | 大阪府大阪市淀川区西中島5-16           |
| フレスト（スーパーマーケット）           | 店舗により取り扱いのない場合がある。   |
| アンスリー（駅ナカコンビニエンスストア） | 店舗により取り扱いのない場合がある。   |
| 極楽湯（東大阪店）                       | 大阪府東大阪市長田西3-5-17             |
| 極楽湯（枚方店）                         | 大阪府枚方市招提田近3-8-1              |

## パナックス事業
パナックス事業部は、企画、プロダクトデザイン、モデル制作を通じてクライアントの商品開発をサポートしている。（編集中）

## 沿革
- 1966年 - 西武化学工業（1960年9月、朝日化学肥料より社名変更）より分離独立し、株式会社尼崎自動車教習所(当社の前身)を設立。
- 1999年 - 株式会社西洋環境開発保有の株式会社尼崎自動車教習所全株式が株式会社ソフト99コーポレーションに譲渡され、ソフト99グループのサ ービス関連事業会社となる。
- 2001年 - 大阪府東大阪市長田西3-5-17にて、ソフト99コーポレーション所有の温浴施設、「極楽湯東大阪店」を賃借し、新たに温浴事業を開始。
- 2002年 - 社名をアスモ株式会社に改称し、本社を大阪市中央区谷町2-6-5へ移転。
- 2002年 - 大阪府枚方市招提田近3-8-1にて、ソフト99コーポレーション所有の温浴施設、「極楽湯枚方店」を賃借し、運営。
- 2003年 - 兵庫県尼崎市浜1-6-18にて、株式会社ソフト99コーポレーション所有の温浴施設「極楽湯尼崎店」を賃借し、運営。
- 2005年 - 大阪府吹田市岸部南1-2-1にて「極楽湯吹田店」を開業。
- 2009年 - 「極楽湯吹田店」を株式会社極楽湯に譲渡。
- 2011年 - 株式会社ソフト99コーポレーションの連結子会社である株式会社パナックスを吸収合併し、パナックス事業部として開始。